# Маркучи
Маркучи́ — село в Свободненском районе Амурской области России. Входит в состав Семёновского сельсовета.

## География
Село Маркучи стоит в среднем течении реки Малая Пёра (правый приток реки Большая Пёра).
Село Маркучи расположено в 37 км к северо-западу от районного центра города Свободный.
Дорога к селу Маркучи идёт через Сукромли и административный центр Семёновского сельсовета село Семёновка.

## Население
| 2002 | 2010 | 2012 | 2013 | 2014 | 2015 | 2016 |
| ---- | ---- | ---- | ---- | ---- | ---- | ---- |
| 355  | ↘255 | ↘245 | ↘236 | ↗237 | ↘223 | →223 |
| 2017 | 2018 |      |      |      |      |      |
| ↘212 | ↘206 |      |      |      |      |      |

## Улицы
- ул. Лазо,
- ул. Молодёжная,
- ул. Набережная,
- ул. Народная,
- ул. Трудовая.